# Salvatore Avallone
Salvatore Avallone (Salerno, Provincia de Salerno, Italia, 30 de agosto de 1969) es un exfutbolista italiano. Se desempeñaba en la posición de centrocampista.

## Clubes
| Club               | País   | Año       |
| ------------------ | ------ | --------- |
| Valdiano Calcio    | Italia | 1986-1988 |
| Juventus F. C.     | Italia | 1988-1990 |
| U. S. Avellino     | Italia | 1990-1991 |
| Casale Calcio      | Italia | 1991-1992 |
| Alessandria Calcio | Italia | 1992-1997 |
| A. S. G. Nocerina  | Italia | 1997-2002 |
| A. S. Varese       | Italia | 2002-2004 |
| Juve Stabia        | Italia | 2004-2006 |

## Palmarés

### Campeonatos internacionales
| Título          | Club           | País   | Año     |
| --------------- | -------------- | ------ | ------- |
| Copa de la UEFA | Juventus F. C. | Italia | 1989-90 |